# Żeglarstwo na Letnich Igrzyskach Olimpijskich 1928 – klasa 6 metrów
Zawody w żeglarskiej klasie 6 metrów podczas IX Letnich Igrzysk Olimpijskich odbyły się w dniach 2–9 sierpnia 1928 roku na wodach Zuiderzee.

## Informacje ogólne
Do zawodów zgłosiło się trzynaście liczących maksymalnie pięciu żeglarzy załóg reprezentujących trzynaście krajów.
Zawody składały się z łącznie z siedmiu wyścigów, z których pierwsze cztery stanowiły eliminacje. Do finałowych trzech awansowały jedynie te załogi, które przynajmniej w jednym z wyścigów eliminacyjnych uplasowały się w czołowej trójce. Zwycięzcą zawodów zostawał jacht, który wygrał najwięcej wyścigów. W przypadku remisu o końcowej kolejności decydowała większa liczba wyższych lokat.
Dzięki zwycięstwu w trzech wyścigach w całych regatach triumfował norweski jacht Norna mający na pokładzie ówczesnego następcę tronu Norwegii, księcia Olafa.

## Wyniki
| złoto  | Johan Anker Erik Anker Håkon Bryhn książę Olaf                                             | Norna          | 1  | 1   | DNF | 1  | 2 | 2 | DNS |
| srebro | Vilhelm Vett Niels Otto Møller Aage Høy-Petersen Peter Schlütter                           | Hi-Hi          | 11 | 3   | DSQ | 6  | 6 | 1 | 1   |
| brąz   | Nikolai Vekšin William von Wirén Eberhard Vogdt Georg Faehlmann Andreas Faehlmann          | Tutti V        | 6  | 6   | 2   | 3  | 1 | 3 | 3   |
| 4      | Hendrik Pluijgers Hendrik Fokker Carl Huisken Wim Schouten                                 | Kemphaan       | 8  | 5   | 1   | 4  | 7 | 7 | 5   |
| 5      | Ludovic Franck Frits Mulder Willy Van Rompaey Arthur Sneyers Armand Fridt                  | Ubu            | 9  | 2   | 3   | 2  | 4 | 4 | 4   |
| 6      | Herman Whiton Frederick Morris Conway Olmstead Willets Outerbridge James Thompson          | Frieda         | 3  | 4   | DNF | 5  | 5 | 5 | 2   |
| 7      | Hakon Reuter Harry Hanson Georg Lindahl Yngve Lindqvist                                    | Ingegerd       | 2  | 8   | 5   | 7  | 3 | 6 | 6   |
| 8      | Philippe de Rothschild Henri Allard Robert Gufflet Pierre Moussié Jean Paul Rouanet        | Cupidon Viking | 4  | 9   | 4   | 11 |   |   |     |
| 9      | Erich Laeisz Anton Huber Hans Paschen Oswald Thomsen Carl Wentzel                          | Pan            | 5  | 11  | 7   | 10 |   |   |     |
| 10     | Giovanni Reggio Francesco Cameli Giuliano Oberti Massimo Oberti Giacomo Tarsis Di Brolo    | Twins II       | 7  | DNF | 6   | 9  |   |   |     |
| 11     | János Mihálkovics Sándor Burger Tibor Heinrich von Omoravica Sándor Sebők Miklós Tuss      | Hungaria       | 10 | 7   | DNF | 8  |   |   |     |
| 12     | Frederico Burnay Carlos Bleck António de Herédia Ernesto Mendonça                          | Camelia        | 13 | 12  | 8   | 12 |   |   |     |
| 13     | Pedro José de Galíndez José María de Arteche Álvaro de Arana Javier de Arana Luis de Arana | Fruits         | 12 | 10  | DNS | 13 |   |   |     |